# Nianfo

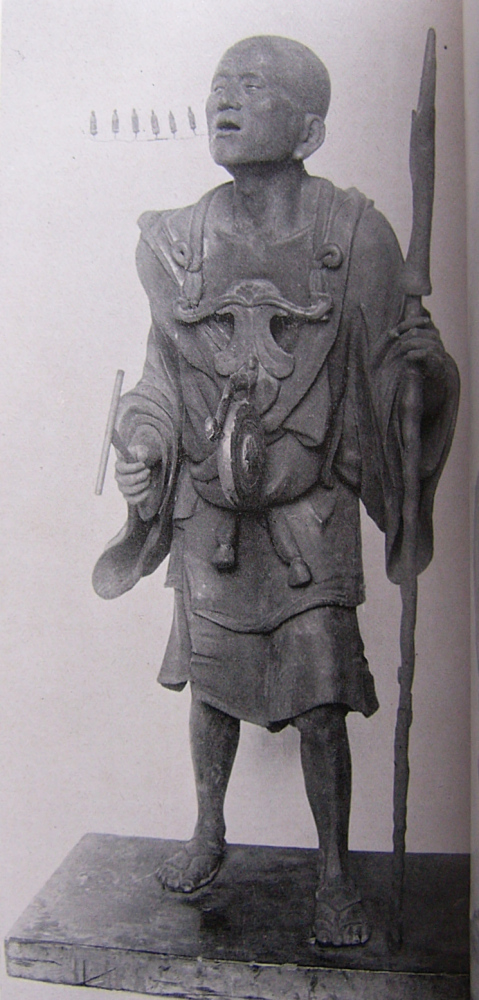
Monje japonés Kūya recitando el nembutsu, cada uno de los caracteres chinos representados por una pequeña figura de Amida salen de su boca.

Nianfo (en chino, 念佛|念佛, niànfó, en japonés: 念仏 (ねんぶつ nembutsu?), en coreano, 염불 (romanización revisada, yeombul), en vietnamita: niệm Phật)  es una práctica budista que consiste en contemplar la forma y méritos de un Buda e invocar su nombre. Es una traducción del sánscrito buddhānusmṛti, que significa respeto, culto, alabanza o recuerdo del Buda. Es un término que aparece comúnmente en el budismo de la Tierra Pura. En el contexto de la práctica del budismo de la Tierra Pura, generalmente se refiere a la repetición del nombre del buda Amitābha.
El nianfo o nenbutsu originalmente, se refería a la práctica de la meditación mientras se contempla al Buda, pero en Japón, como resultado de la amplia difusión de las sectas Jōdo shū y Jōdo Shinshū, generalmente se relaciona con el budismo de la Tierra Pura, y la práctica de estas sectas de recitar Namu Amida Butsu en voz alta durante la oración

## En sánscrito indio
La frase sánscrita que se usa en la India no aparece mencionada originalmente en los dos sutras principales del budismo de la tierra pura. Aparece en sánscrito en la apertura del Sutra de la Vida Infinita existente, así como en el Sutra de la contemplación, si bien es una versión inversa del chino, como se muestra en seguida:
namo'mitābhāya buddhāya 
El apóstrofe y la omisión de la primera «A» en «Amitābha» proviene de la transformación sandhi normal del sánscrito e implica que se omite la primera «A». Una versión más asequible podría ser:
Namo Amitābhāya Buddhāya
Una traducción literal al español sería «Inclinarse por el buda Amitābha».
Si bien casi no se conoce y no se usa fuera del original en sánscrito, los textos ofrecen una recitación del aspecto alternativo de Amitāyus de Amitābha como;
De nuevo, una versión más asequible podría ser;
Namo Amitāyuṣe Buddhāya
Una traducción literal de esta versión sería «Namo Buda de Vida Infinita». Otras traducciones también incluyen: «Rindo homenaje al Iluminado inconmensurable» o «Me vuelvo para sostenerme en el Iluminado inconmensurable».

## Elnianfoen varias formas

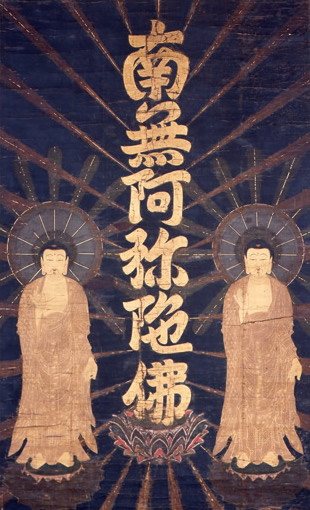
Los seis caracteres chinos del Nembutsu, descansando sobre un loto, flanqueados por Sakyamuni y Amitabha.

A medida que la práctica del nianfo se expandió de la India a otras regiones, la pronunciación original cambió a medida que fue adaptada a los varios idiomas nativos.
| Idioma     | Escrito                                                | romanización                                                                |
| ---------- | ------------------------------------------------------ | --------------------------------------------------------------------------- |
| sánscrito  | नमोऽमिताभाय बुद्धाय नमोऽमितयुसे बुद्धाय                              | Namo'mitābhāya Buddhāya Namo'mitāyuṣe Buddhāya                              |
| chino      | Tradicional : 南無阿彌陀佛 Simplificado : 南无阿弥陀佛 | Mandarín : Nāmó Ēmítuófó/Nāmó Āmítuófó Cantonés : naa1 mo4 o1 nei4 to4 fat6 |
| japonés    | Kanji : 南無阿弥陀仏 Hiragana : なむ あみだ ぶつ       | Namu Amida Butsu                                                            |
| coreano    | Hanja : 南無阿彌陀佛 Hangul : 나무아미타불             | Namu Amita Bul                                                              |
| vietnamita | Quốc ngữ : Nam mô A-di-đà Phật Chữ nôm : 南無阿彌陀佛  | Nam mô A-di-đà Phật                                                         |

En China, la práctica del nianfo fue codificada con el establecimiento de la escuela separada del budismo de la Tierra Pura. La forma más común que asumió es la del nianfo de seis sílabas; es abreviada ocasionalmente como Ēmítuófó/Āmítuófó. En la secta japonesa Jodo Shinshu, a menudo se abrevia na man da bu.

### Variantes del Nianfo
En japonés se usa el término Myōgō (en japonés: 名号) para referirse al nombre de un buda or bodhisattva, y se cree que hay mérito en escucharlos o repetirlos, habiendo versiones de cuatro, seis o más caracteres. En la tradición Jodo Shinshu en el Japón, se han empleado formas variantes del nianfo desde sus inicios. El monje fundador de esta denominación, Shinran, utilizó un Kujimyōgō (九字名号?) o myōgō de nueve caracteres en los himnos Shoshinge y Sanamidabutsuge (讃阿弥陀佛偈):

南無不可思議光如来

Na mu fu ka shi gi kō nyo rai

"¡Tomo refugio en el Buda de Luz Inconcebible!"

Posteriormente, el «restaurador» de la secta Jodo Shinshu, Rennyo, frecuentemente inscribía el nianfo para sus seguidores usando un Jūjimyōgō (十字名号?) o myōgō de 10 caracteres:

帰命尽十方無碍光如来

Ki myō jin jip-pō mu ge kō nyo rai

"Tomo refugio en el Tathagata de Luz No Obstruida Bañando las Diez Direcciones".

Este último fue originalmente popularizado por el descendiente de Shinran (y antepasado de Rennyo), Kakunyo, pero fue Rennyo quien extendió ampliamente su uso .

## Propósito del Nianfo

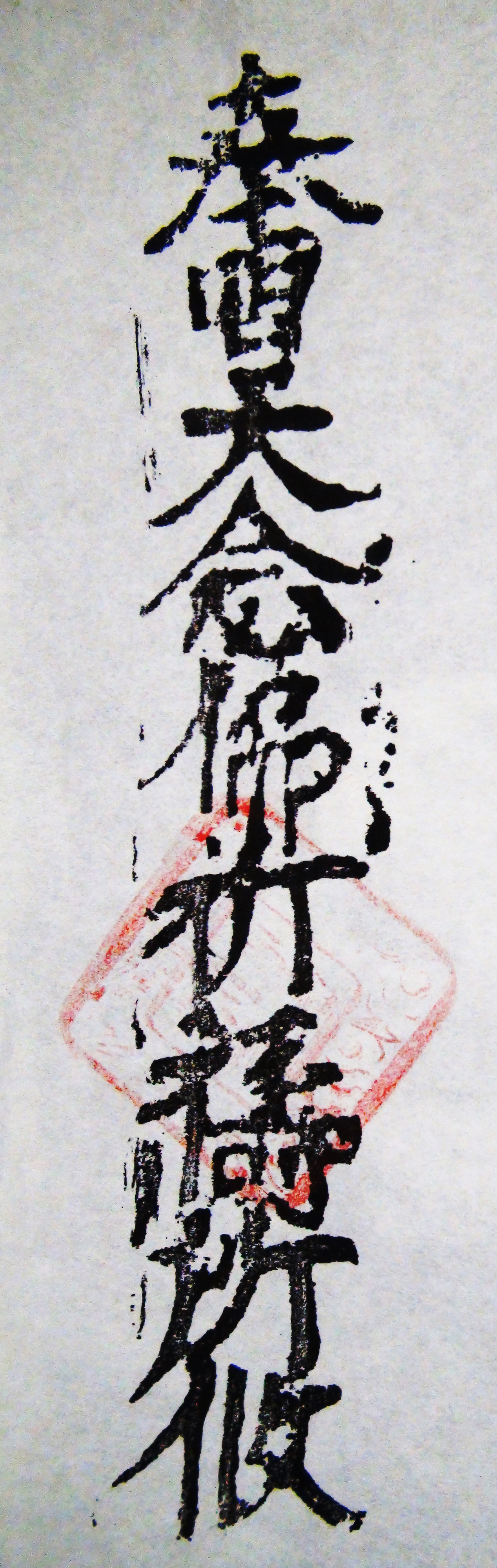
Amuleto de papel Mushono-Dainembutsu

Hajime Nakamura escribe, con relación a la práctica de la Tierra Pura en el budismo indio, que como está descrito en los sūtras de la Tierra Pura provenientes de la India, la práctica esencial es la de la Conciencia plena del Buda (en sánscrito buddhānusmṛti; en chino, nianfo). Estas formas de consciencia plena son esencialmente métodos para meditar sobre la persona del buda Amitābha. En la mayoría de tradiciones del budismo de la Tierra Pura, se considera que el cantar conscientemente el nombre de Amitābha le permite a uno obtener el nacimiento en la tierra pura de Amitābha, Sukhāvatī. Se cree que este acto ayudaría a eliminar vastos depósitos de karma negativo que podrían obstaculizar la búsqueda personal de la budeidad. Sukhāvatī es un lugar de refugio donde uno puede alcanzar la iluminación sin tener que distraerse con los sufrimientos de nuestra existencia.
En el budismo chino, la práctica del nianfo es tomada específicamente como un tema de meditación y, a menudo, se practica mientras se cuenta con camándulas budistas. En China, prácticas del budismo de la Tierra Pura (incluyendo la del nianfo) históricamente se realizaban junto con prácticas de otras tradiciones budistas como la Tiantai o la Chan de una manera ecléctica, en oposición a cualquier límite sectario estricto. El revitalizador moderno del budismo chan Nan Huai-Chin enseñaba que el nianfo debe cantarse lentamente y que la mente debe vaciarse tras cada repetición. Cuando surgen pensamientos ociosos, se vuelve a repetir el nianfo para despejarlos. Con una práctica constante, la mente se vacía progresivamente y quien medita alcanza el samādhi.
Varias escuelas de budismo de la Tierra Pura en Japón exponen diferentes interpretaciones del nianfo, basadas con frecuencia en la fe en Amitābha más que en la meditación. En la secta Jōdo Shinshū, el nianfo es reinterpretado como una expresión de gratitud a Amitābha. La idea detrás de esta interpretación es que el renacimiento en la tierra pura de Sukhāvatī queda asegurado en el momento mismo en que uno siente fe en Amitābha por primera vez. Tal noción fue propagada por Honen, el monje japonés del siglo XII , quien escribió extensamente al respecto en sus escritos que aún sobreviven, tales como el Documento de una hoja (en japonés: 一枚起請文; Rōmaji : Ichimai-kishōmon). Honen, a su vez, atribuía esta doctrina (esto es, que solo el nianfo era necesario para renacer en la Tierra Pura) al monje chino del siglo VII Shandao. No obstante, el análisis académico moderno ha puesto en duda esta narrativa tradicional. Evaluaciones críticas de la hagiografía de Shandao han demostrado que éste propuso una variedad de métodos para alcanzar el renacimiento, no solo la práctica exclusiva del nianfo/nembutsu. Por ejemplo, en un tratado, «La puerta del Dharma meritoria del Samādhi que involucra la contemplación de las marcas parecidas al océano del Buda Amitābha» (en chino: 阿彌陀佛相海三昧功德法門; pinyin : Ēmítuófó xiāng hǎi sānmèi gōngdé fǎmén ) Shandao prescribe un conjunto específico de rituales y prácticas (entre ellas técnicas de visualización y meditación samādhi) para ayudar a devotos budistas agonizantes a evitar «destinos malignos» y alcanzar un renacimiento exitoso en la Tierra Pura, lo que contradice la noción de que la fe y el nianfo/nembutsu son garantía de salvación incondicional. En otro ejemplo, Shandao habló de los muchos peligros que creía que podían obstaculizar los renacimientos de los aspirantes agonizantes en la Tierra Pura en su tratado, «Consciencia plena correcta para el renacimiento en el momento de la muerte» (en chino: 臨終往生正念文; pinyin: Línzhōng wǎngshēng zhèngniàn wén), y otros de sus escritos similares reflejan asimismo una preocupación con respecto a varios requisitos más complicados para el renacimiento en la Tierra Pura, que incluyen, entre otros, la recitación del nombre de Amitābha en el lecho de muerte específicamente. Estas fuentes reflejan un enfoque matizado y van más allá de la creencia en la salvación incondicional como es afirmada en la narrativa tradicional asumida en sectas de la Tierra Pura como Jōdo Shinshū o Jōdo-shū.

## Orígenes del Nianfo
Andrew Skilton ha propuesto una mezcla de enseñanzas Mahāyāna y escuelas de meditación budista en Cachemira como fuentes del surgimiento de prácticas Mahāyāna relacionadas con buddhānusmṛti:

Sin duda surgieron grandes innovaciones de la mezcla del budismo primitivo y el Mahāyāna en Cachemira. Bajo la guía de los maestros Sarvāstivādin de la región, evolucionaron varias escuelas de meditación influyentes que tomaron como inspiración al Bodhisattva Maitreya. [...] Las escuelas de meditación de Cachemira fueron, sin duda, muy influyentes en el surgimiento de las prácticas de buddhānusmṛti, relacionadas con el 'recuerdo del (los) Buda(s)', que más tarde se convertirían en características del budismo Mahāyāna y del Tantra.

El sutra fechado más temprano en describir la práctica del nianfo es el Pratyutpanna Samādhi Sūtra (siglo I a. C.), que se cree tuvo su origen en el antiguo reino de Gandhāra. Este sutra no menciona voto alguno de Amitābha o de las cualidades de Sukhāvatī, su tierra pura, y en cambio describe brevemente la repetición del nombre de Amitābha como un medio para acceder a su reino por medio de la meditación.

Los bodhisattvas oyen hablar del Buda Amitabha y lo recuerdan una y otra vez en esta tierra. Debido a esta rememoración, ven al Buda Amitabha. Habiéndolo visto, le preguntan qué dharmas se necesitan para nacer en el reino del Buda Amitabha. Entonces el Buda Amitabha les dice a estos bodhisattvas: "Si queréis venir a nacer en mi reino, debéis rememorarme una y otra vez, debéis mantener siempre este pensamiento en la mente sin cejar, y así conseguiréis venir a nacer en mi reino".

Tanto el Sutra de la vida infinita como el Sūtra Amitābha  incluyeron ulteriormente instrucciones para la prácticar del buddhānusmṛti de esta manera. Con todo, no se ha determinado qué sūtra fue escrito primero o en qué medida la práctica del buddhānusmṛti se había popularizado ya en la India. El buddhānusmṛti dirigido a otros budas y bodhisattvas también es recomendado en sūtras de este período, para figuras como Akṣobhia y Avalokiteshvara. La práctica del buddhānusmṛti para Amitābha se hizo muy popular en la India. Con las traducciones de los sūtras antes mencionados, así como con la enseñanza de monjes indios, la práctica se extendió rápidamente al oriente asiático.

## Prohibición del Nembutsu

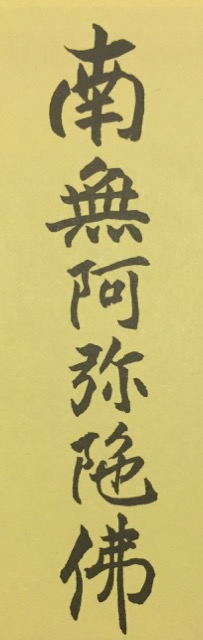
Una reimpresión de caligrafía nembutsu (nianfo) compuesta por Honen, fundador del Budismo de la Tierra Pura en Japón. Impresa en un libro de liturgia de la secta Jodo Shu.

El término de prohibición del nembutsuse aplica al evento ocurrido en Kioto, Japón, en 1207, en el que el monje Hōnen y sus seguidores fueron expulsados de la ciudad y exiliados. Esto sucedió cuando los líderes de las escuelas más antiguas de budismo persuadieron a las autoridades civiles para que prohibieran las prácticas más nuevas, entre ellas la recitación de Namu Amida Butsu. Esta prohibición se levantó en el 1211.

## Nianfo en la historia moderna
Thích Quảng Đức, un monje Mahāyāna vietnamita del sur que famosamente se inmoló en un acto de protesta contra las políticas antibudistas del presidente católico Ngo Dinh Diem, recitó el nianfo como sus últimas palabras inmediatamente antes de morir. Se sentó en la posición de loto, giró un camándula budista de madera y recitó las palabras «Nam mô A-di-đà Phật» antes de encender una cerilla y dejarla caer sobre sí, sin dejar de recitar el nombre de Amitabha mientras se quemaba.